# Jiang Ping

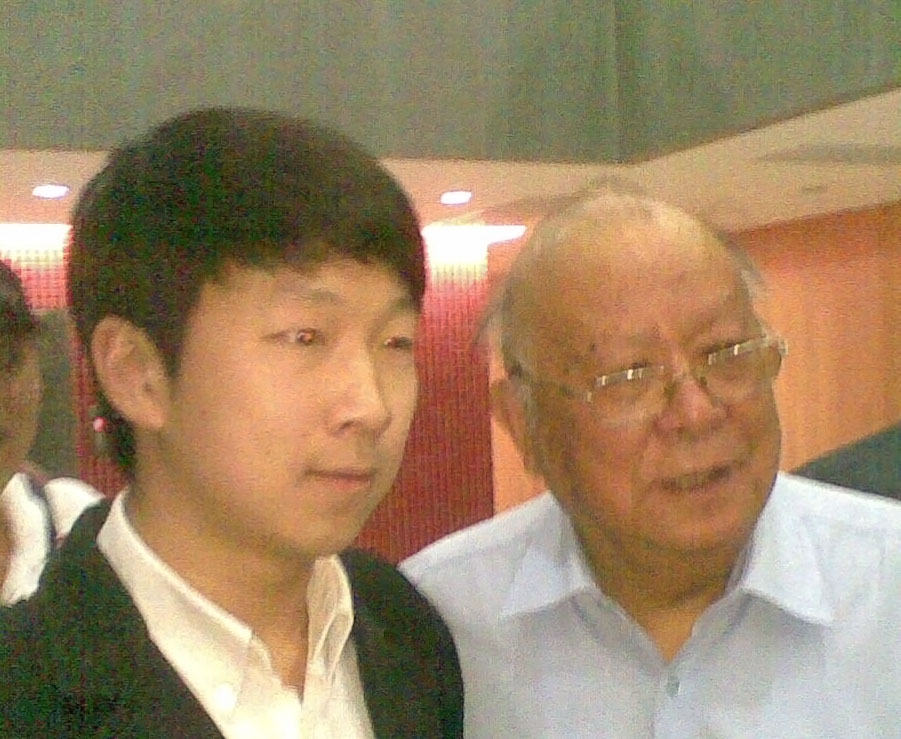
Jiang mit einem seiner Studenten (2011)

Jiang Ping (chinesisch 江平, Pinyin Jiāng Píng; * 28. Dezember 1930 in Dalian, Republik China; † 19. Dezember 2023 in Peking, Volksrepublik China) war ein chinesischer Wissenschaftler. Er war Präsident der Chinesischen Universität für Politikwissenschaft und Recht.
Im Oktober 2010 erregte er international Aufmerksamkeit, als er gemeinsam mit Hu Jiwei, Zong Peizhang, Li Rui und 500 Anderen einen offenen Brief für mehr Demokratie und weniger Zensur unterschrieb.